# Ranger 6
 (septembre 2024).
Si vous disposez d'ouvrages ou d'articles de référence ou si vous connaissez des sites web de qualité traitant du thème abordé ici, merci de compléter l'article en donnant les références utiles à sa vérifiabilité et en les liant à la section « Notes et références ».
Ranger 6 est un sonde lunaire du programme Ranger de la NASA conçue pour transmettre des images de la surface lunaire à des stations terriennes durant 10 minutes avant l'impact sur la Lune, et pour poser durement une capsule avec un sismomètre sur la Lune, recueillir des données sur les rayons gamma durant le vol, étudier la réflectivité au radar de la surface lunaire et pour poursuivre les essais du programme Ranger. Celui-ci a pour but le développement de véhicules spatiaux lunaires et interplanétaires. 
La sonde spatiale Ranger 6 est lancée le 30 janvier 1964 dans le cadre du programme Ranger. En raison d'une défaillance du système de caméras, aucune image de la Lune n'est envoyée malgré un impact réussi le 2 février 1964.

## Description du véhicule spatial
La sonde lunaire Ranger 6 est conçue pour réaliser une trajectoire d'impact lunaire et pour transmettre des photographies haute résolution de la surface lunaire durant les dernières minutes du vol jusqu'à l'impact. La sonde lunaire embarque six caméras vidicon de télévision, soit deux caméras à balayage complet (canal F, un angle large et un angle étroit) et quatre caméras à balayage partiel (canal P, deux angles larges et deux angles étroits) pour atteindre ces objectifs. Les caméras sont disposées en deux chaînes ou canaux distincts, chacun autonome avec des alimentations, des minuteries et des émetteurs distincts, de manière à offrir la plus grande fiabilité et probabilité d'obtenir des images vidéo de haute qualité. Aucune autre expérience n'est réalisée sur le véhicule spatial.
La sonde Ranger 6 est la première sonde lunaire, de quatre, de phase 3 (Block III). La sonde lunaire se compose d'une base en aluminium, hexagonale, de 1,5 m de diamètre sur laquelle sont montés les groupes propulseurs et moteurs, surmontée d'une tour conique tronquée contenant les caméras de télévision. Deux ailes de panneaux solaires, chacune de 73,9 cm de large sur 153,7 cm de long et de 4,6 m d'envergure sont installées à la base de la sonde, et une antenne parabolique à haut gain est installée à la charnière à l'un des coins de la base de la sonde, à l'écart des panneaux solaires. Une antenne cylindrique quasi-directionnelle est placée au sommet de la tour conique. La hauteur totale de la sonde lunaire est de 3,6 mètres.
La propulsion pour la correction de la trajectoire est assurée par un moteur à hydrazine avec une poussée de 224 N avec commande de vecteur à quatre aubes. L'orientation et le contrôle d'attitude sur trois axes sont rendus possibles par douze jets d'azote couplés à un système de trois gyroscopes, 4 capteurs solaires primaires, 2 capteurs solaires secondaires et un capteur terrestre. L'alimentation est fournie par 9 792 cellules photovoltaïques en silicium contenues dans les deux panneaux solaires, ce qui donne une surface totale de 2,3 m2 et une puissance de 200 watts. Deux accumulateurs argent-oxyde de zinc (AgZnO) de 1 200 watts-heures de 26,5 V avec une capacité de fonctionnement de 9 heures d'utilisation alimentent chacun des canaux de communications et des canaux de télévision séparément. Deux accumulateurs argent-oxyde de zinc (AgZnO) de 1 000 watts-heures accumulent de l'énergie pour les opérations de la sonde lunaire.
Les communications se font par l'antenne quasi-omnidirectionnelle à faible gain et l'antenne parabolique à haut gain. Les émetteurs à bord de la sonde lunaire comprennent un canal de télévision F de 60 watts à 959,52 MHz, un canal de télévision P de 60 watts à 960,05 MHz et un répéteur de canal 8 de 3 watts à 960,58 MHz. L'équipement de télécommunications convertit le signal vidéo composite provenant des émetteurs de la caméra en un signal radio pour une transmission ultérieure par l'antenne à gain élevé de la sonde lunaire. Une largeur de bande vidéo suffisante est fournie pour permettre des séquences de cadrage rapides d'images de télévision à angle étroit et à grand angle.

## Description des instruments
Le système de télévision consiste en six caméras de télévision Vidicon (construites par RCA) à balayage lent capables de transmettre des images télévisées en plan rapproché à haute résolution de la surface lunaire au cours des dernières minutes de vol avant que la sonde ne percute le sol lunaire. Ces photographies fournissent des informations topographiques à petite échelle nécessaires aux programmes Surveyor et Apollo.
Des vidéos de 2,54 cm de diamètre avec une cible photoconductrice de sulfure d'antimoine et de sulfure d'oxygène (ASOS - Antimony-Sulfide Oxy-Sulfide) sont utilisés pour la détection d'images par les six caméras. Deux canaux de caméra disposant de réseaux de distribution d'énergie indépendants permettent d'obtenir la plus grande fiabilité et probabilité d'obtenir des images vidéo de la plus haute qualité. Le premier canal comporte deux caméras à balayage complet : une caméra à grand angle (champ de vision de 25° et de longueur focale de 25 mm) pour la caméra A et un angle étroit (champ de vision de 8,4° et de longueur focale de 76 mm) pour la caméra B. Ces caméras utilisent une zone d'image active de 11 mm2 contenant 1 150 lignes et balayées en 2,5 secondes. Les cycles de balayage et d'effacement sont conçus pour fonctionner en alternance, ce qui donne des intervalles de 5 secondes entre des images consécutives sur une caméra donnée. L'autre canal a quatre caméras à balayage partiel, deux à angle étroit et deux à grand angle. L'image de ces quatre caméras fait 2,8 mm2, contenant 300 lignes et balayées en 0,2 seconde. L'instrument permet aux champs de vision de la caméra, qui va de 25° à 2,1° de se chevaucher et de produire une séquence d'images « imbriquées ».
Des volets de type à fente à commande électromagnétique exposent les caméras Vidicon. Les images sont focalisées sur la cible Vidicon, constituée d'une couche de matériau photoconducteur chargée initialement par balayage avec un faisceau d'électrons. Un faisceau d'électrons balaye ensuite la surface et recharge le photoconducteur. Le signal vidéo est amplifié plusieurs milliers de fois, envoyé à l'émetteur où les variations d'amplitude sont converties en variations de fréquence, puis directement transmises à la Terre. À la fin de la numérisation active, l'appareil photo entre dans un cycle d'effacement pour le préparer à la prochaine exposition. Douze images du canal P sont exposées entre chaque image du canal F.
Les transmissions vidéo sont envoyées à un récepteur de télévision et enregistrées à la fois sur des enregistreurs cinématographiques kinéscopes et sur des magnétophones à bande magnétique. Un tube à rayons cathodiques reconstruit l'image originale, qui ensuite est photographiée sur un film 35 mm.

## Déroulement de la mission
La sonde lunaire Ranger 6 est lancée sur une orbite terrestre et injectée sur une trajectoire lunaire par une seconde mise à feu de l'étage Agena B. La correction de trajectoire à mi-parcours est effectuée au début du vol par un contrôle au sol. Le 2 février 1964, 65 heures et demie après le lancement, la sonde lunaire Ranger 6 percute la Lune comme prévu à 09 h 24 min 32 s TU sur le bord est de la mer de la Tranquillité (Mare Tranquillitatis) à 9,3866 N et 21,4806 E (site d'impact identifié à partir des images du Lunar Reconnaissance Orbiter). La trajectoire de la sonde lunaire est sur la cible et l'orientation du véhicule spatial durant la descente vers la surface est correcte, mais aucun signal vidéo n'est reçu et aucune donnée de des caméras ne sont obtenues.
Une commission d'enquête détermine que la cause la plus probable de l'échec est due à un arc électrique dans le système d'alimentation du téléviseur lorsqu'il s'allume par inadvertance durant 67 secondes, 2 minutes après le lancement durant la période de séparation des étages du lanceur.